# Piscine de Samppalinna
La piscine de Samppalinna (finnois : Samppalinnan maauimala) est une picine situé dans le parc Samppalinnanpuisto du quartier III à Turku en Finlande.

## Présentation
La construction  de la piscine de Samppalinna  s'est achevée en 1955 et elle a été inaugurée en 1956.
La piscine a deux bains : un grand bain de 50 mètres de long et un bain pour enfants.
Le grand bain de 50 mètres a une profondeur minimale de 1,0 m et maximale de 4,5 m.
Au bord du grande bain se trouve un tremplin de saut avec des sautoirs situés à 5, 7,5 et 10 mètres.
Pour les plus petits, la pataugeoire séparée de 0,20 à 0,75 m de profondeur a un petit toboggan.
La piscine de Samppalinna a été conçue à l'origine comme site de natation pour les Jeux olympiques d'été de 1952. Cependant, les épreuves de natation ont été disputées ailleurs et, en 1952, le stade de football Veritas, a été construit à Turku au lieu de la piscine.